# クエイヴォ
クエイヴォ（Quavo、本名: Quavious Keyate Marshall、1991年4月2日 - ）は、アメリカ合衆国ジョージア州アセンズ出身のラッパー、歌手、ソングライター、音楽プロデューサー。ヒップホップトリオのミーゴス（Migos）のメンバーとして知られている。クエイヴォは、メンバーのオフセットの従兄弟で、テイクオフの叔父にあたる。
ミーゴスの活動以外でも、DJキャレドの「アイム・ザ・ワン」に参加し全米1位を記録するなど、多くの客演で知られている。2018年、デビューソロアルバム『Quavo Huncho』がリリースされた。

## 生い立ち

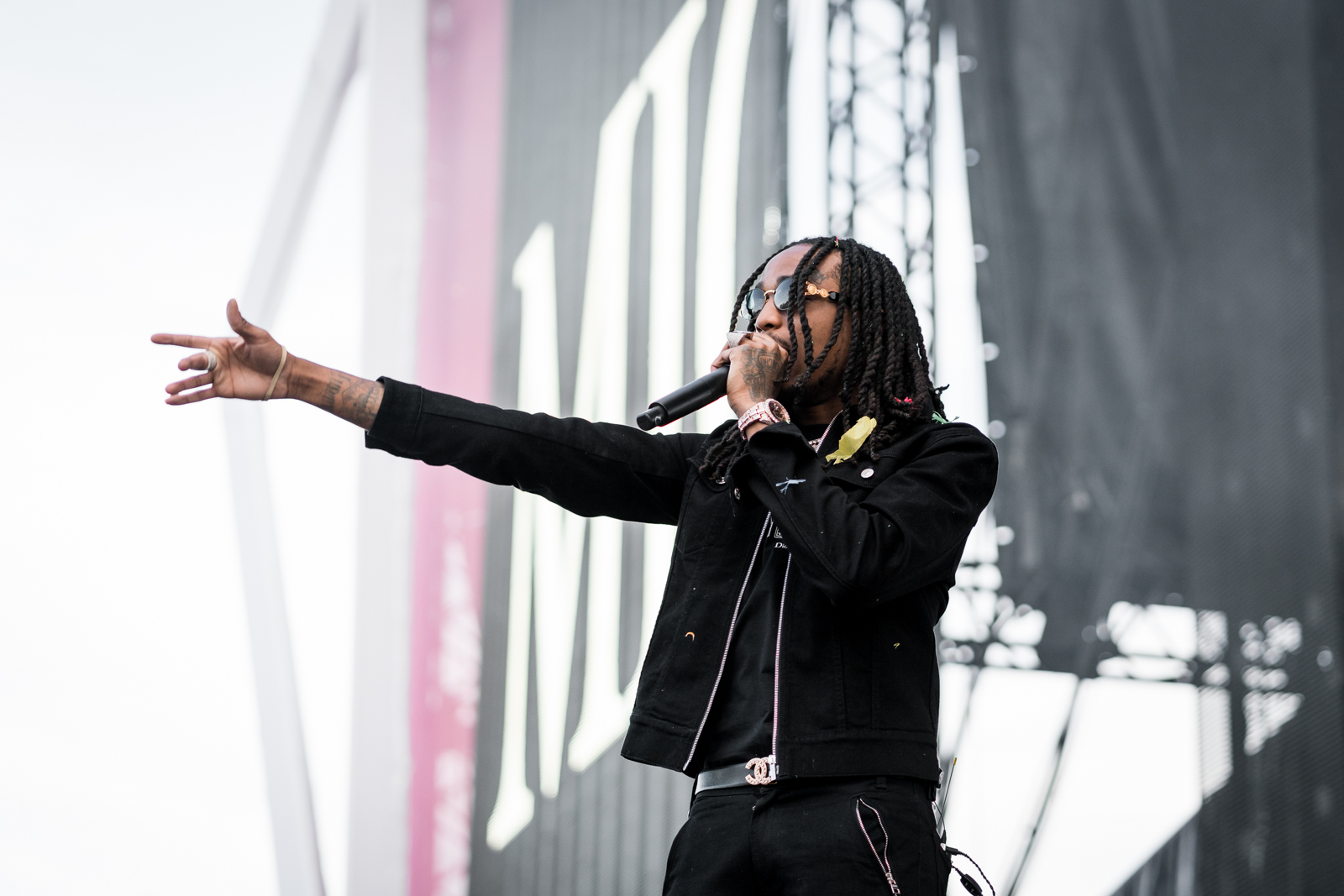
Palmesusに出演するQuavo（2017年）

1991年4月2日、クエイヴォことクエイヴィアス・キエート・マーシャルは、アメリカ合衆国ジョージア州のアセンスに生まれた。母親のエドナ・マーシャルは美容師であり、父親は彼が4歳の時に亡くなっている。ミーゴスの3人は、アトランタから30分北東にあるジョージア州、グイネット郡で共に育てられた。
クエイヴォはバークマー高校に通い、上級生となった2009年シーズンに同校のフットボールチームのスターティングクォーターバックを務めた。
2008年にミーゴス（Migos）結成する。Migosは2013年の楽曲「Versace」でブレイクし、2016年の「Bad and Boujee」の大ヒットで世界的に知られるようになる。
2017年はソロアーティストとして多くの客演をこなし、ポスト・マローンの「Congratulations」（全米8位）、DJキャレドの「I'm the One」（1位）、ドレイクの「Portland」（9位）などがヒットした。他には、メアリー・J. ブライジのアルバム『ストレングス・オブ・ア・ウーマン』からのシングル「グロウ・アップ」に参加する。
2018年7月、DJキャレドの「No Brainer」に客演で参加し全米5位とヒットする。10月11日、デビューソロアルバム『Quavo Huncho』がリリースされ、米Billboard 200で2位を記録する。
2020年2月、ジャスティン・ビーバーの「Intentions」に客演で参加し全米5位を記録した。

## 人物

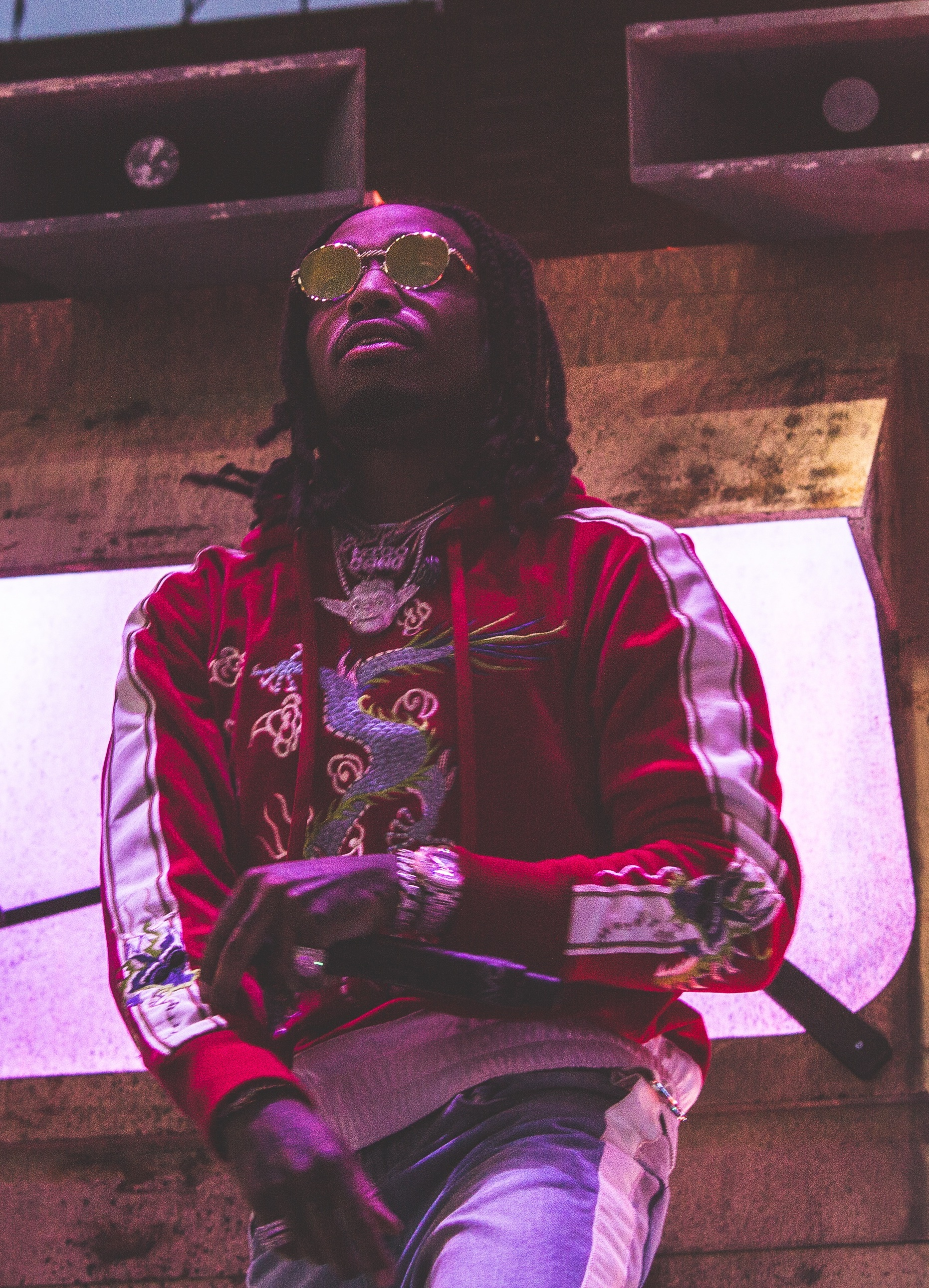
ステージに立つQuavo（2017年）

### バスケットボール
クエイヴォはバークマー高校のフットボールチームのスターティングクォーターバックを務めていた。クエイヴォは、2009年に1試合で28回のパスを成功して記録を保持していた。
クエイヴォは2018年のNBAオールスター・セレブリティ・ゲームで19得点のパフォーマンスと勝利を収め、MVPを受賞した。2019年、2020年のNBAセレブリティ・ゲームにも出場している。

### 事件
2015年4月18日、ジョージアサザン大学でのMigosのコンサート会場で、マリファナや銃器の所持でメンバーやスタッフと共に逮捕された。クエイヴォは保釈金で釈放され、軽犯罪のマリファナ容疑に対して異議を申し立てず、12ヶ月の実刑判決を受けたが罰金の支払いにより執行猶予となった。

## ディスコグラフィー
スタジオアルバム
- Quavo Huncho（2018年）
- Rocket Power（2023年）

コラボレーティブアルバム
- Huncho Jack,Jack Huncho(2017)

## 参考資料
- ストレングス・オブ・ア・ウーマン (Media notes). メアリー・J. ブライジ. ユニバーサル・ミュージック株式会社. 2017年4月. UICC-10029.{{cite AV media notes}}:  CS1メンテナンス: cite AV media (notes) のothers (カテゴリ)